# بیمارستان قلب بوشهر
بیمارستان قلب بوشهر یکی از بیمارستان‌های شهر بوشهر است که با همکاری نیروگاه اتمی بوشهر ساخته شده‌است. بخش مراقبت‌های ویژه این بیمارستان در سال ۱۳۹۴ افتتاح شد.